# به عشق خدا (فیلم)
«به عشق خدا» (انگلیسی: For the Love of God (film)) یک فیلم است که در سال ۲۰۰۷ منتشر شد.